# Asperdaphne expeditionis
Asperdaphne expeditionis är en snäckart som beskrevs av Dell 1956. Asperdaphne expeditionis ingår i släktet Asperdaphne och familjen kägelsnäckor. Inga underarter finns listade i Catalogue of Life.